# Fever In Winter, Shiver In June
 (avril 2018).
Si vous disposez d'ouvrages ou d'articles de référence ou si vous connaissez des sites web de qualité traitant du thème abordé ici, merci de compléter l'article en donnant les références utiles à sa vérifiabilité et en les liant à la section « Notes et références ».
Albums de Syd Matters
A Whisper and a Sigh
(2003)
Fever in Winter, Shiver in June est un mini-album studio et premier EP du groupe de folk et pop français Syd Matters, sorti en novembre 2002 chez Third Side Records.
Le premier morceau, Black & White Eyes, est repris, l'année suivante sur le premier album A Whisper and a Sigh. Une réédition de  2008 par le label français Because Music, de ce même album, inclut également l'intégralité de l'EP Fever in Winter, Shiver in June.

## Liste des titres
Toutes les chansons sont écrites et composées par Syd Matters.
| 1.    | Black & White Eyes | 3:32 |
| 2.    | Connie             | 2:38 |
| 3.    | Attractive         | 6:54 |
| 4.    | Organized Life     | 6:54 |
| 5.    | Silent Kenny       | 3:01 |
| 6.    | In Your Town       | 2:53 |
| 25:53 |                    |      |